# Ireneusz (Galanakis)
Ireneusz, imię świeckie Michail Galanakis (ur. 10 listopada 1911 w Neon-Chorion (gmina Apokoronas) na Krecie, zm. 30 kwietnia 2013) – grecki biskup prawosławny, służący w jurysdykcji Patriarchatu Konstantynopolitańskiego.

## Życiorys
Studiował w seminarium w Krecie i na wydziale teologii Uniwersytetu w Atenach. Po studiach odbył dalsze studia teologiczne i socjologiczne na francuskich uniwersytetach w Lille i Paryżu. Od 1938 do 1945 r. pracował jako profesor teologii w szkołach Chanii. W 1943 r. był więziony przez niemieckie władze okupacyjne za działalność antyfaszystowską. W 1946 r. złożył wieczyste śluby mnisze z imieniem Ireneusz; w tym samym roku przyjął święcenia diakońskie i kapłańskie. W grudniu 1957 r. został wybrany przed Święty Synod na biskupa Kissamos i Selinos (w Autonomicznym Kościele Krety); chirotonia odbyła się 22 grudnia tegoż roku pod przewodnictwem patriarchy Konstantynopola Atenagorasa. W 1962 r. otrzymał godność metropolity. W grudniu 1971 r. został wybrany przez Synod Patriarchatu Ekumenicznego na greckiego prawosławnego metropolitę Niemiec. W 1980 r. przeszedł w stan spoczynku, jednak już 26 stycznia 1981 r. został wybrany ponownie metropolitą Kissamos i Selinos; urząd ten sprawował do sierpnia 2005 r.
Zmarł w 2013 r., w 102. roku życia.